# Ференц, Богдан Васильевич
Богда́н Васи́льевич Фе́ренц (укр. Богдан Васильович Ференц; род. 22 марта 1951, село Садковичи, Самборский район) — советский и украинский юрист, адвокат, государственный советник юстиции 2-го класса. В 1998 году исполнял обязанности генерального прокурора Украины, заслуженный юрист Украины.

## Биография
Закончив восьмилетнюю школу, поступил учиться в Самборское педагогическое училище. В 1970—1971 годах работал учителем математики восьмилетней школы в Сколевском районе Львовской области. С 1971 по 1973 год проходил срочную службу в вооружённых силах СССР. После демобилизации поступил на заочное отделение юридического факультета Львовского государственного университета. Обучение совмещал с работой на выборных должностях в органах местного самоуправления Сколевского района. В 1977 году принят на службу в органы прокуратуры, работал следователем, затем прокурором. В 1992 году стал прокурором Тернопольской области, в 1997 году первым заместителем генерального прокурора Украины, в 1998 году исполнял обязанности такового, затем становится прокурором Львовской области.

## Деятельность
Получил свидетельство адвоката в 1996 году и совмещал работу в прокуратуре с адвокатской практикой. Представлял интересы членов семьи убитого журналиста И. А. Александрова. На парламентских выборах 2002 года Б. В. Ференц был представителем партии «Наша Украина» в Центральной избирательной комиссии. Защищал братьев Боцвинюков с Черновцов, которых обвиняли в торговле людьми в США. Адвокат экс-премьера Ю. В. Тимошенко. Осуществлял правовую оценку по сделке на продажу крылатых ракет Ирану.